# Sierakowo (Stargard)
Sierakowo [ɕEraˈkɔvɔ] (alemán Altheide) es un pueblo ubicado en el distrito administrativo de Gmina Dobrzany, dentro del Condado de Stargard, Voivodato de Pomerania Occidental, en el norte de Polonia occidental. Se encuentra aproximadamente a 7 kilómetros al sur de Dobrzany, a 26 kilómetros al este de Stargard, y a 57 kilómetros al este de la capital regional Szczecin.